# Victoria Chaplin
Victoria Chaplin (ur. 19 maja 1951 w Santa Monica) – brytyjsko-amerykańska artystka cyrkowa, klown, córka Charlie Chaplina i Oony O’Neill, wnuczka pisarza Eugene O’Neilla.

## Życiorys
Dzieciństwo spędziła w Szwajcarii. Jako nastolatka wystąpiła w ostatnim filmie swojego ojca Hrabina z Hongkongu. Miała także zagrać główną rolę w filmie The Freak, ale jego realizację przerwano z uwagi na pogorszenie stanu zdrowia Charlie Chaplina, a także z uwagi na porzucenie kariery aktorskiej przez Victorię, która związała się z francuskim aktorem Jeanem-Baptistą Thierrée.
Związek Chaplin z Thierrée zaowocował powstaniem duetu klaunów. W tej roli wystąpili w 1970 w filmie Federico Felliniego Klauni, a następnie rozpoczęli występy w trupie La Cirque Bonjour. Zespół wystąpił na festiwalu sztuki cyrkowej w Awinionie. W 1974 Chaplin i Thierrée założyli mniejszy zespół La Cirque Imaginaire, w którymi ich występy były najważniejszym elementem programu. Od 1990 zespół działa pod nazwą Le Cirque Invisible.
Ze związku z Jeanem-Baptistą Thierrée Victoria dochowała się dwojga dzieci (Aurélię i Jamesa), które także występują na scenie.